# Condado de Harding (Dakota del Sur)
El condado de Harding (en inglés: Harding County, South Dakota), fundado en 1909, es uno de los 66 condados en el estado estadounidense de Dakota del Sur. En el 2000 el condado tenía una población de 1353 habitantes en una densidad poblacional de 0.1 personas por km². La sede del condado es Buffalo.

## Geografía
Según la Oficina del Censo, el condado tiene un área total de 6935 km² (2677,6 mi²), de la cual 6917 km² (2670,7 mi²) es tierra y 18 km² (6,9 mi²) es agua.

### Condados adyacentes
- Condado de Bowman - norte
- Condado de Adams - noreste
- Condado de Perkins - este
- Condado de Butte - sur
- Condado de Carter - oeste
- Condado de Fallon - noroeste

## Demografía
En el 2000 la renta per cápita promedia del condado era de $25 000, y el ingreso promedio para una familia era de $31 667. El ingreso per cápita para el condado era de $12 794. En 2000 los hombres tenían un ingreso per cápita de $25 556 versus $16 375 para las mujeres. Alrededor del 21.10% de la población estaba bajo el umbral de pobreza nacional.
| 1910 | 1920 | 1930 | 1940 | 1950 | 1960 | 1970 | 1980 | 1990 | 2000 | Est. 2008 |
| ---- | ---- | ---- | ---- | ---- | ---- | ---- | ---- | ---- | ---- | --------- |
| 4228 | 3953 | 3589 | 3010 | 2289 | 2371 | 1855 | 1700 | 1669 | 1353 | 1145      |

## Ciudades y pueblos
- Buffalo
- Camp Crook
- Ludlow
- Reva
- Ralph
- North Harding
- South Harding

## Mayores autopistas
- Carretera de U.S. 85
- Carretera Dakota del Sur 20
- Carretera Dakota del Sur 79